# Hitmaka
Christian Ward (Chicago, Illinois, 9 de septiembre de 1985), más conocido como Hitmaka (antes Yung Berg), es un rapero, cantante, compositor y productor discográfico estadounidense. Su primer sencillo fue "Sexy Lady". Tiene ascendencia puertorriqueña y afroamericana.

## Carrera
Empezó firmando un contrato con DMX pero sus padres se opusieron a su carrera de rapero, por lo que le mandaron a una escuela militar en Montana. Tras su regreso se marchó a vivir a Los Ángeles, donde empezó su carrera de nuevo. Desde ese momento le llamaron Yung Boss.
Hitmaka estuvo saliendo con una joven cantante llamada Casha con la que escribió y cantó el éxito "Give Me The Business". Más tarde finalizaron la relación por diferencias entre ambos. En 2008, Berg y otros 4 raperos fueron arrestados por renegar con un chofer de una limosna. Ese mismo año Berg fue atacado por un maleante que pretendía llevarse su enorme de cadena de Transformers. Finalmente ese año salió a la luz su primer álbum de estudio Look What You Made Me llegando a la posición #20 en los Estados Unidos. En el 2009 fue detenido por cargos de armas (total de 3), 10 gramos de cocaína y aparte - ebrio- contestó que era un artista y no caería así de fácil.
En 2010 fue atacado de nuevo en las calles por culpa de otra cadena, en esta ocasión una con la cara de Batman. Después del incidente declaró que tenía planeado donar la cadena a la caridad y remarco que después de sendos incidente no volverá a llevar ninguna cadena.
En noviembre del 2014 fue arrestado por pegar a su novia en un hotel.

## Asuntos legales
En octubre de 2015, Ward recibió una multa de $100,000 en manutención infantil atrasada para su hijo con Brandy Flint. En diciembre de 2017, Ward fue considerado un padre delincuente por el Departamento de Atención Médica y Servicios Familiares de Illinois, que ha publicado información sobre la falta de pago de manutención infantil por parte de Yung Berg. En ese momento, el monto adeudado por Ward en manutención infantil vencida es de $104,962 por un niño.

## Discografía

### Álbumes
| Título                | Detalles                                                                                              | Posición | Posición | Posición | Posición |
| Título                | Detalles                                                                                              | US       | US R&B   | US Rap   |          |
| --------------------- | --- | -------- | -------- | -------- | -------- |
| Look What You Made Me | - Lanzado: 12 de agosto del 2008 - Productora: Yung Boss, Epic, Koch - Formatos: CD, descarga digital | 20       | 3        | 2        |          |

### EP
| Año  | Detalles                                                                                          | Posiciones | Posiciones | Posiciones |
| Año  | Detalles                                                                                          | US         | US R&B     | US Rap     |
| ---- | ------------------------------------------------------------------------------------------------- | ---------- | ---------- | ---------- |
| 2007 | Almost Famous: The Sexy Lady EP - Lanzamiento: 24 de julio del 2007 - Productora: Yung Boss, Epic | 32         | 5          | 2          |

### Mixtapes
| Título                                                               | Detalles                                                                                                   |
| -------------------------------------------------------------------- | --- |
| Yung Boss Or Die Vol. 1                                              | - Lanzamiento: 18 de abril del 2005 - Productora: Yung Boss - Formato: descarga digital                    |
| Passport Swag                                                        | - Lanzado: 18 de mayo del 2008 - Productora: Yung Boss - Formato: descarga digital                         |
| Yung Boss Or Die Vol. 2                                              | - Lanzado: 18 de septiembre del 2008 - Productora: Yung Boss - Formato: descarga digital                   |
| Red Carpet Treatment (con Kidd Domination)                           | - Lanzado: 8 de noviembre del 2008 - Productora: Yung Boss - Formato: descarga digital                     |
| Yes We Can (con Kidd Domination)                                     | - Lanzado: 15 de enero del 2009 - Productora: Yung Boss - Formato: descarga digital                        |
| Twitter Muzic Vol. 1                                                 | - Lanzado: 14 de abril del 2009 - Productora: Yung Boss - Formato: descarga digital                        |
| Twitter Muzic Vol. 2 (con Kidd Domination)                           | - Lanzado: 12 de mayom del 2009 - Productora: Yung Boss - Formato: descarga digital                        |
| Back 2 Business                                                      | - Lanzado: 26 de junio del 2009 - Productora: Yung Boss - Formato: descarga digital                        |
| Twitter Muzic Vol. 3                                                 | - Lanzado: 8 de julio del 2008 - Productora: Yung Boss - Formato: descarga digital                         |
| Back 2 Business Vol. 2                                               | - Lanzado: 1 de septiembre del 2009 - Productora: Yung Boss - Formato: descarga digital                    |
| The Show, The Afterparty & The Hotel                                 | - Lanzado: 7 de enero del 2010 - Productora: Yung Boss - Formato: descarga digital                         |
| Money Can't Buy Love (con K-Young & Rob Holiday como The Dream Team) | - Lanzado: 5 de mayo del 2010 - Productora: Yung Boss - Formato: descarga digital                          |
| Ground Work                                                          | - Lanzado: 28 de septiembre del 2010 - Productora: Yung Boss - Formato: descarga digital                   |
| The Love Project                                                     | - Lanzado: 6 de enero del 2011 - Productora: Yung Boss - Formato: descarga digital                         |
| Mr. Ward                                                             | - Lanzado: 17 de marzo del 2011 - Productora: Yung Boss - Formato: descarga digital                        |
| Yungn                                                                | - Lanzado: 25 de mayo del 2011 - Productora: Yung Boss - Formato: descarga digital                         |
| Mo Money Mo Condoms                                                  | - Lanzado: 20 de junio del 2011 - Productora: Yung Boss - Formato: descarga digital                        |
| Reality Check                                                        | - Lanzado: 11 de noviembre del 2011 - Productora: Young Fly - Formato: descarga digital                    |
| Chicago Redemption                                                   | - Lanzado: 4 de junio del 2012 - Productora: Young Fly, FSD, Get In Tune Music - Formato: descarga digital |
| Genesis (2013) (con Mia Rey & Jordan Hollywood)                      | - Lanzado: 11 de febrero del 2013 - Productora: Young Fly - Formato: descarga digital                      |

## Sencillos

### Solo sencillos
| Año  | Título                                                     | Posiciones | Posiciones | Posiciones | Posiciones | Posiciones | Posiciones | Posiciones | Álbum                 |
| Año  | Título                                                     | US         | US         | US         | US         | CAN        | UK         | NZ         | Álbum                 |
| Año  | Título                                                     | Hot 100    | R&B        | Rap        | Pop        | CAN        | UK         | NZ         | Álbum                 |
| ---- | ---------------------------------------------------------- | ---------- | ---------- | ---------- | ---------- | ---------- | ---------- | ---------- | --------------------- |
| 2007 | "Sexy Lady" (featuring Junior)                             | 18         | 16         | 6          | 31         | —          | —          | —          | Look What You Made Me |
| 2007 | "Sexy Can I" (featuring Ray J)                             | 3          | 4          | —          | 6          | 20         | 66         | 10         | Look What You Made Me |
| 2008 | "The Business" (featuring Casha)                           | 33         | 6          | 5          | 72         | —          | —          | 26         | Look What You Made Me |
| 2011 | "Sex N' The City"                                          | —          | —          | —          | —          | —          | —          | —          | Single                |
| 2011 | "Shawty U Can Get It" (featuring Mia Rey & Driicky Graham) | —          | —          | —          | —          | —          | —          | —          | Single                |
| 2011 | "Derrick Rose" (featuring Marvo)                           | —          | —          | —          | —          | —          | —          | —          | Single                |
| 2013 | "I'm On" (featuring King Los and K. Young)                 | —          | —          | —          | —          | —          | —          | —          | TBA                   |

### Como colaborador
| Año  | TRítulo                                                                                        | Posición | Posición | Posición | Posición | Álbum |
| Año  | TRítulo                                                                                        | US       | US       | US       | US       | Álbum |
| Año  | TRítulo                                                                                        | Hot 100  | R&B      | Rap      | Pop      | Álbum |
| ---- | ---------------------------------------------------------------------------------------------- | -------- | -------- | -------- | -------- | ----- |
| 2011 | "Quite Like This" (K-Shawn featuring Yung Berg)                                                | —        | —        | —        | —        | TBA   |
| 2011 | "Like Me" (Stacks featuring Lloyd & Yung Berg)                                                 | —        | —        | —        | —        | TBA   |
| 2013 | "Ball" (Kay Double featuring Yung Berg)                                                        | —        | —        | —        | —        | TBA   |
| 2013 | "Just Like That" (The Hall Of Famers featuring Yung Berg)                                      | —        | —        | —        | —        | TBA   |
| 2014 | "Work For It" (DJ Q featuring Dorrough, Yung Berg & Fla Amazin)                                | —        | —        | —        | —        | TBA   |
| 2014 | "Double Cup" (DJ Infamous featuring Yung Berg as Hitmaka, Jeezy, Ludacris, Juicy J & The Game) | —        | 53       | —        | —        | TBA   |